# Romaleidae

## Lista de sub-famílias
Selon ITIS:
- Subfamília Bactrophorinae
- Subfamília Romaleinae

## Gêneros
- Abila (Stål, 1878)
- Acridophaea (Descamps, 1978)
- Adrolampis (Descamps, 1977)
- Aeolacris (Scudder, 1875)
- Agriacris (Walker, 1870)
- Albinella (Carbonell, 2002)
- Alcamenes (Stål, 1878)
- Alophonota (Stål, 1878)
- Ampiacris (Amédégnato & Poulain, 1986)
- Andeomezentia (Amédégnato & Poulain, 1994)
- Antandrus (Stål, 1878)
- Aphanolampis (Descamps, 1977)
- Aplatacris (Scudder, 1875)
- Apophylacris (Descamps, 1983)
- Aprionacris (Descamps, 1978)
- Aristia (Stål, 1876)
- Bactrophora (Westwood, 1842)
- Bora (Amédégnato & Descamps, 1979)
- Brachystola (Scudder, 1876)
- Brasilacris (Rehn, 1940)
- Caenolampis
- Callonotacris
- Chariacris
- Chromacris
- Chromolampis
- Cibotopteryx
- Cloephoracris
- Colpolopha (Stål, 1873)
- Coryacris
- Costalimacris
- Cristobalina
- Diponthus (Stål, 1878)
- Draconata
- Dracotettix (Bruner, 1889)
- Drypetacris
- Eidalcamenes
- Elutrolampis
- Epiprora
- Euprepacris
- Eurostacris
- Graciliparia
- Gurneyacris
- Habrolampis
- Hekistolampis
- Helicopacris
- Helionotus
- Helolampis
- Hisychius
- Hyleacris
- Hylephilacris
- Lagarolampis
- Legua
- Limacridium
- Litoscirtus
- Maculiparia
- Megacephalacris
- Megacheilacris
- Mezentia
- Munatia
- Nautia
- Nothonautia
- Ophthalmolampis
- Othnacris
- Panamacris
- Pareusychius
- Peruviacris
- Phaeoparia
- Phrynotettix (Glover, 1872)
- Poecilolampis
- Porphoracris
- Prionacris (Stål, 1878)
- Prionolopha (Stål, 1878)
- Procolpia
- Proracris
- Prorhachis
- Pseudaristia
- Pseudeurostacris
- Pseudhisychius
- Pseudonautia
- Quitus
- Radacridium
- Rhicnoderma
- Romalea (Serville, 1831)
- Rowellia
- Securigera
- Silacris
- Spaniacris (Hebard, 1937)
- Staleochlora
- Stornophilacris
- Taeniophora
- Taeniopoda (Stål, 1873)
- Tepuiacris
- Thrasyderes (Bolivar, 1881)
- Tikaodacris
- Titanacris (Scudder, 1869)
- Tropidacris (Scudder, 1869)
- Trybliophorus
- Tytthotyle (Scudder, 1897)
- Xenonautia
- Xestotrachelus (Bruner, 1913)
- Xomacris
- Xyleus (Gistel, 1848)
- Zoniopoda (Stål, 1878)
- Zoumolampis (Descamps, 1978)